# Orienteering
L'orienteering (in italiano orientamento) è una disciplina sportiva nata nelle nazioni scandinave all'inizio del XX secolo.

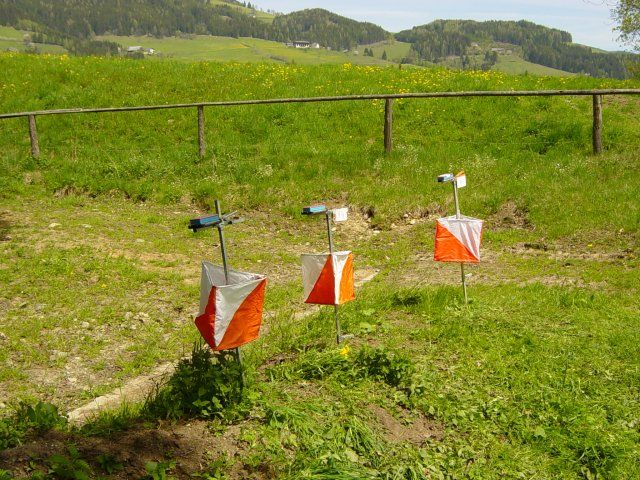
I punti di controllo ("lanterne") delle gare di orientamento.

La Federazione Internazionale di Orientamento (IOF) riconosce le seguenti quattro specialità:
- la Corsa Orientamento;
- lo Sci Orientamento;
- La Mountain Bike Orientamento;
- il Trail-Orientamento od Orientamento di Precisione.

A livello non ufficiale sono altresì note le seguenti tre specialità:
- l'orientamento in canoa;
- l'orientamento a cavallo;
- l'orientamento in autovettura.

## Cos'è l'orientamento

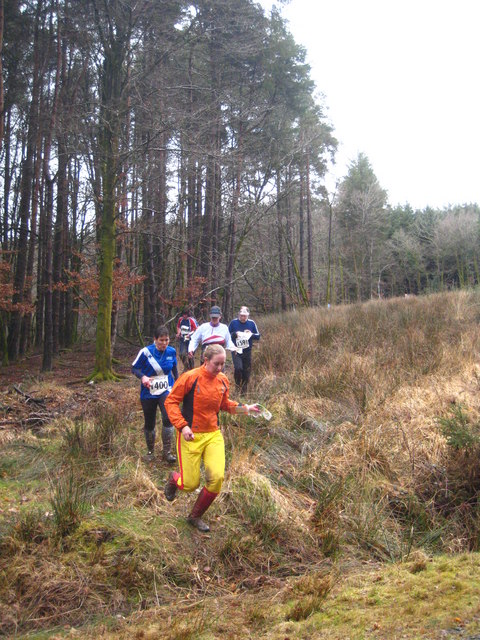

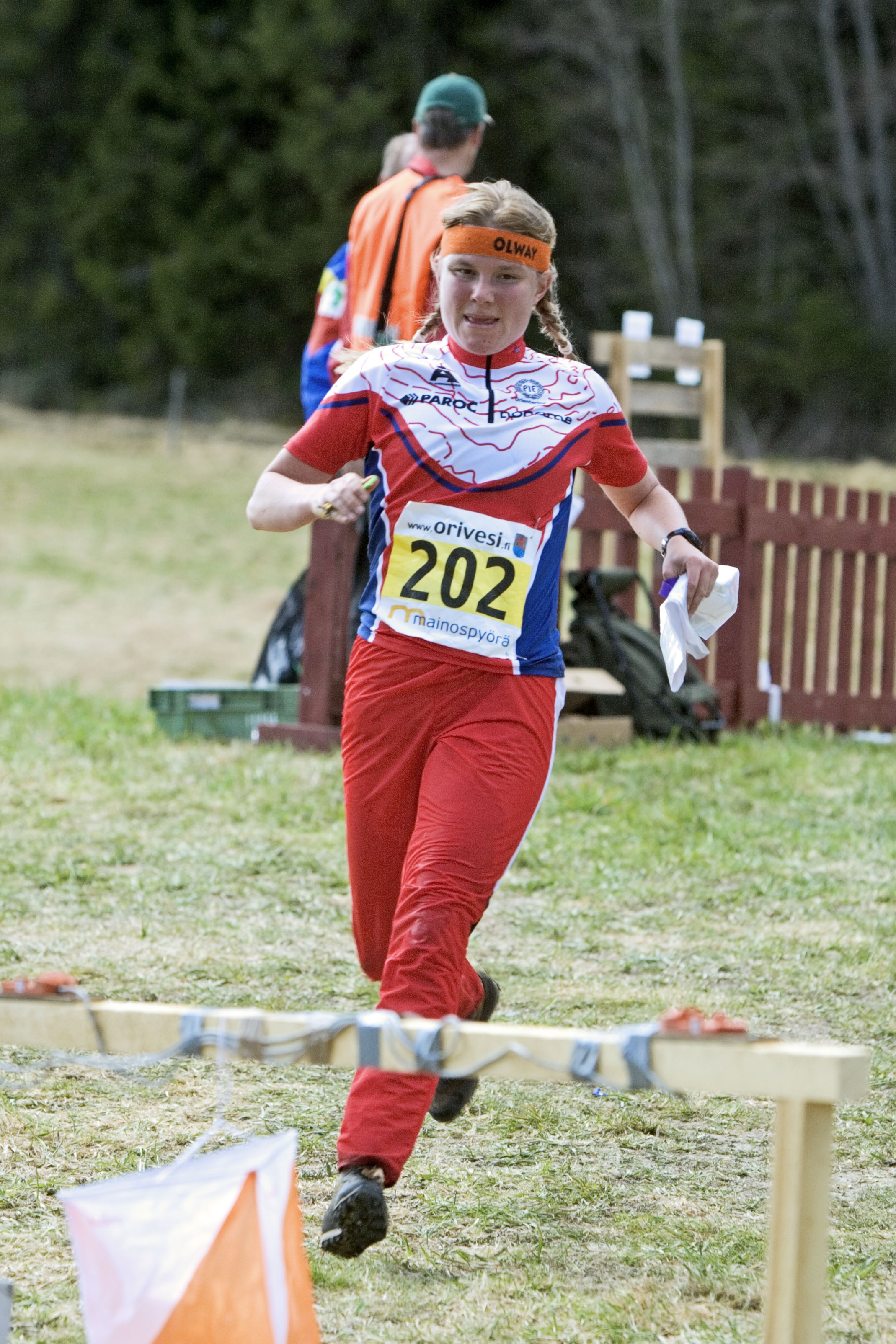
Orientista presso l'arrivo

L'orientamento consiste nell'effettuare un percorso predefinito, caratterizzato da dei punti di controllo chiamati "lanterne" (consistenti ognuno in un paletto con un punzone), mediante l'aiuto esclusivo di una bussola e di una cartina topografica, molto dettagliata e a scala ridotta (da 1:4000 a 1:15000), che contiene i particolari del luogo da percorrere. Luogo di svolgimento sono i boschi, ma possono essere utilizzati gli ambienti naturali in generale (alle volte si gareggia nei centri storici delle grandi città). Un percorso standard consiste nella partenza e nei punti di controllo indicati tramite cerchi (centrati nell'oggetto da trovare) uniti tra loro da linee immaginarie (ogni atleta si fa il percorso da sé) e caratterizzati da numeri che indicano l'ordine di percorrenza, un punto d'arrivo.
Una lanterna posta al suolo segnala il posto da visitare. Tutte le lanterne sono numerate, per la verifica dell'esattezza del punto da trovare. I concorrenti hanno una descrizione della lanterna (vedi immagine) con scritto: la categoria del concorrente, la lunghezza del percorso (in linea d'aria), il dislivello, il codice della lanterna e la posizione rispetto all' oggetto.
Per marcare il testimone viene utilizzato un punzone, recentemente sostituito, da un più moderno e comodo chip, chiamato SPORTident o SI-Card, che va fatto registrare ad ogni lanterna e i cui dati vanno scaricati all'arrivo. Nei paesi nordici ed in particolare in Finlandia è ancora molto usato l'Emit. L'organizzazione ora viene facilitata da strumenti informatici di ampia diffusione: computer portatile con software specifico per la corsa di orientamento, lettore al traguardo e stampante. L'utilizzo di Internet consente inoltre agli appassionati di far circolare con efficacia tutte le informazioni del settore, senza dover dipendere dai circuiti mediatici degli sport con movimenti di capitali ben maggiori.
Vi sono diversi metodi per lo svolgimento del percorso:
- partenze scaglionate, formula classica dove gli atleti partono a qualche minuto l'uno dall'altro;
- staffette, gara in cui i frazionisti partono solo quando arriva il frazionista precedente, nella classifica si somma il tempo;
- gare a tempo, gare in cui i concorrenti hanno un tempo massimo per trovare più punti di controllo possibili;
- sequenza libera, gara in cui l'ordine del ritrovamento delle lanterne non è importante, i concorrenti sceglieranno la sequenza che ritengono più breve;
- caccia, gara in due manche dove la prima è una gara a partenze scaglionate, mentre nella seconda la griglia di partenza viene determinata in base al distacco ottenuto nella manche precedente.

La scelta del percorso e l'abilità di destreggiarsi all'interno di un bosco sono le peculiarità dell'orientamento.
In Italia questo sport è arrivato con un certo ritardo rispetto ad altri Paesi, ma esiste dal 1982 la Federazione Italiana Sport Orientamento, che organizza le gare sul territorio nazionale.

## Storia

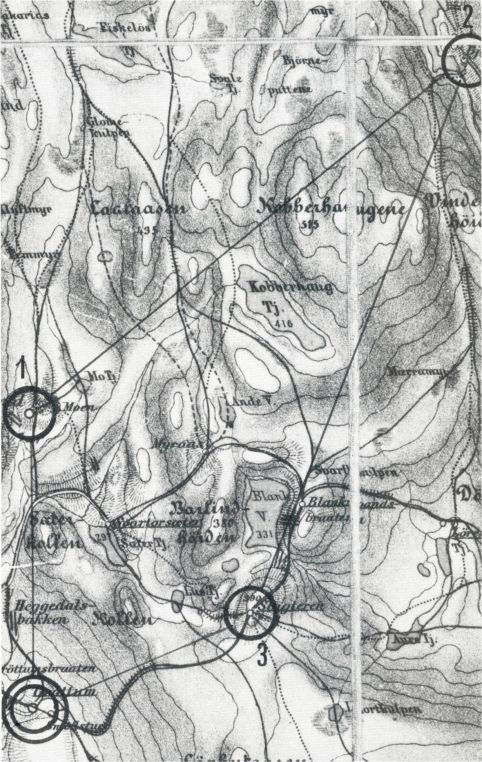
Mappa in scala 1:30.000 usata per la prima prova di sci orientamento in Norvegia il 31 ottobre 1897.

### Generalità
Si pensa che l'orienteering nasca nel 1919 quando, a Stoccolma, venne organizzata la prima gara ufficiale di Corsa Orientamento con la partecipazione di circa duecento concorrenti. Nel 1975, nel corso del congresso IOF di Stoccolma, è stato inaugurato un monumento nel luogo di partenza di quella gara. Ma in realtà le vere origini dell'orientamento risalgono verso la fine del XIX secolo (31 ottobre 1897), quando in Norvegia, vicino a Bergen, fu organizzata una prova di sci orientamento. Negli anni a seguire si segna un rapido incremento di partecipazione per questa nuova disciplina sportiva.
La prima gara internazionale si disputò nel 1932 fra Svezia e Norvegia e, in seguito, anche in Danimarca, Unione Sovietica, Svizzera, Ungheria, Cecoslovacchia e pure negli Stati Uniti d'America. La fondazione della Federazione Internazionale di Orientamento, nel maggio 1959 in Svezia, diede un notevole contributo allo sviluppo dell'orientamento.

### In Italia
In Italia l'orienteering vede un primo sostegno dai gruppi sportivi militari che, negli anni '50, cartografano la zona di Monticolo (in provincia di Bolzano, sono famosi i Laghi di Monticolo) e vi disputano il "Trofeo Buffa". La prima vera competizione di corsa orientamento si svolse il 6 dicembre 1967 nel Lazio, la gara voluta dalla Società sportiva ENEA Casaccia fu organizzata da Sergio Grifoni. In seguito nasce il Comitato Trentino di Orientamento (CTO). Istituito il 26 ottobre 1975, come primo atto ufficiale, ospita una riunione della Commissione Promozione e Propaganda dell'IOF a Trento dal 13 al 15 novembre 1975. Nel 1976 la cartina militare di Ronzone diventa una vera carta da orientamento e in questo impianto cartografico si disputano i primi campionati italiani. Nel 1986, soprattutto per merito di Vladimír Pácl, si ha la nascita della Federazione Italiana Sport Orientamento, seguita dall'organizzazione delle prime competizioni internazionali (come i Campionati mondiali juniores di orientamento a Castelrotto nel 1993).

## L'orientamento e i Giochi olimpici

Il pittogramma dell'orienteering

Gli sforzi, iniziati nel 1996, per promuovere l'inserimento dell'orientamento nei Giochi olimpici non hanno avuto successo nonostante questo sport possieda già da tempo la sua Coppa del mondo e i suoi Campionati mondiali e sia incluso nel programma dei Giochi mondiali. Questo perché il luogo delle competizioni è spesso lontano dalle città maggiori e la durata della manifestazione è tutt'al più lunga come la corsa individuale di ogni atleta (così anche i media non dedicano molto tempo a questo sport). Gli sforzi per sviluppare un formato adatto ad essere inserito nei giochi olimpici si stanno focalizzando sulle gare sprint ovvero quelle che si svolgono all'interno dei centri storici.
Ai XVIII Giochi olimpici invernali (1998) è stato inserito lo sci orientamento a titolo dimostrativo, ma a causa di una mancanza di fondi l'iniziativa non ha avuto seguito. Nel 2002 la Federazione Internazionale di Orientamento ha fatto richiesta al Comitato Olimpico Internazionale di includere lo sci orientamento nel programma dei XX Giochi olimpici invernali di Torino 2006. In una circolare della manifestazione la commissione olimpica ha escluso l'aspirante sport in quanto c'era una mancanza di partecipazione da parte dei Paesi nordici e i costi risultavano elevati a causa del necessario acquisto degli apparati tecnologici idonei alla messa in atto del nuovo sistema di risultati (lo Sport-Ident). Nel 2005, il comitato olimpico internazionale ha affermato che lo sci d'orientamento era allo studio per l'inclusione nel programma olimpico ai XXII Giochi olimpici invernali del 2014 in Russia. Il 28 novembre 2006 il CIO ha deciso di non includere alcuni nuovi sport, fra i quali, appunto, lo Sci Orientamento.

## Specialità ufficiali

### La Corsa Orientamento (C-O o Foot-O)

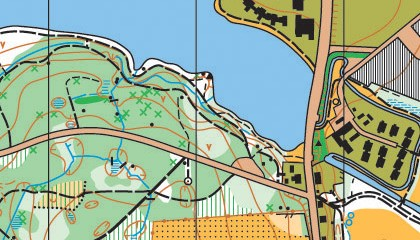
Dettaglio di una cartina di orientamento

La Corsa Orientamento si può svolgere in vari ambienti: in zone campestri, tra i boschi (long e middle), ma anche in un centro storico (sprint).
Una gara richiede che i contendenti percorrano nel più breve tempo possibile un percorso che li vede individuare e raggiungere un certo numero di punti sul terreno di gara nei quali sono state collocate le cosiddette lanterne, fino ad arrivare al traguardo finale. Lo spirito della gara chiede ai concorrenti sia la velocità di spostamento verso la successiva lanterna, sia la capacità di orientarsi in zone di non facile lettura; per riuscire bene sono quindi necessarie sia doti atletiche di velocità e di tenuta, sia capacità di interpretazione della mappa a disposizione e degli ambienti nei quali ci si viene a trovare, sia padronanza psicologica delle situazioni. Per la varietà delle prestazioni richieste e delle relative preparazioni e per lo stimolo alla comprensione degli ambienti nei quali il partecipante viene immerso, la corsa e gli altri sport di orientamento vengono considerati altamente educativi.
In una gara i concorrenti partono ad intervalli regolari, ad esempio distanziati di due minuti (infatti è una gara a cronometro, chi arriva per primo evidentemente è partito prima, la classifica non è ufficiale fino a quando tutti i concorrenti sono arrivati), ricevono una carta da orientamento della zona della gara creata appositamente e contenente indicazioni codificate con una simbologia specifica e, dopo una prima consultazione dell'ambiente e della carta (e di una bussola), si avviano verso la prima lanterna. In genere le lanterne sono collocate in modo da non essere facilmente visibili da lontano e, dopo aver individuata la zona suggerita dalla mappa nella quale la lanterna si deve trovare, il concorrente si trova a superare la difficoltà della effettiva scoperta della lanterna. Nel corso della gara, che dura dalla mezz'ora alle due ore a seconda dei percorsi e delle prestazioni, il concorrente deve saper dosare le proprie forze, deve mantenere una visione sufficientemente chiara dell'intero territorio di gara e non si deve lasciar andare alla improvvisazione e allo scoraggiamento.

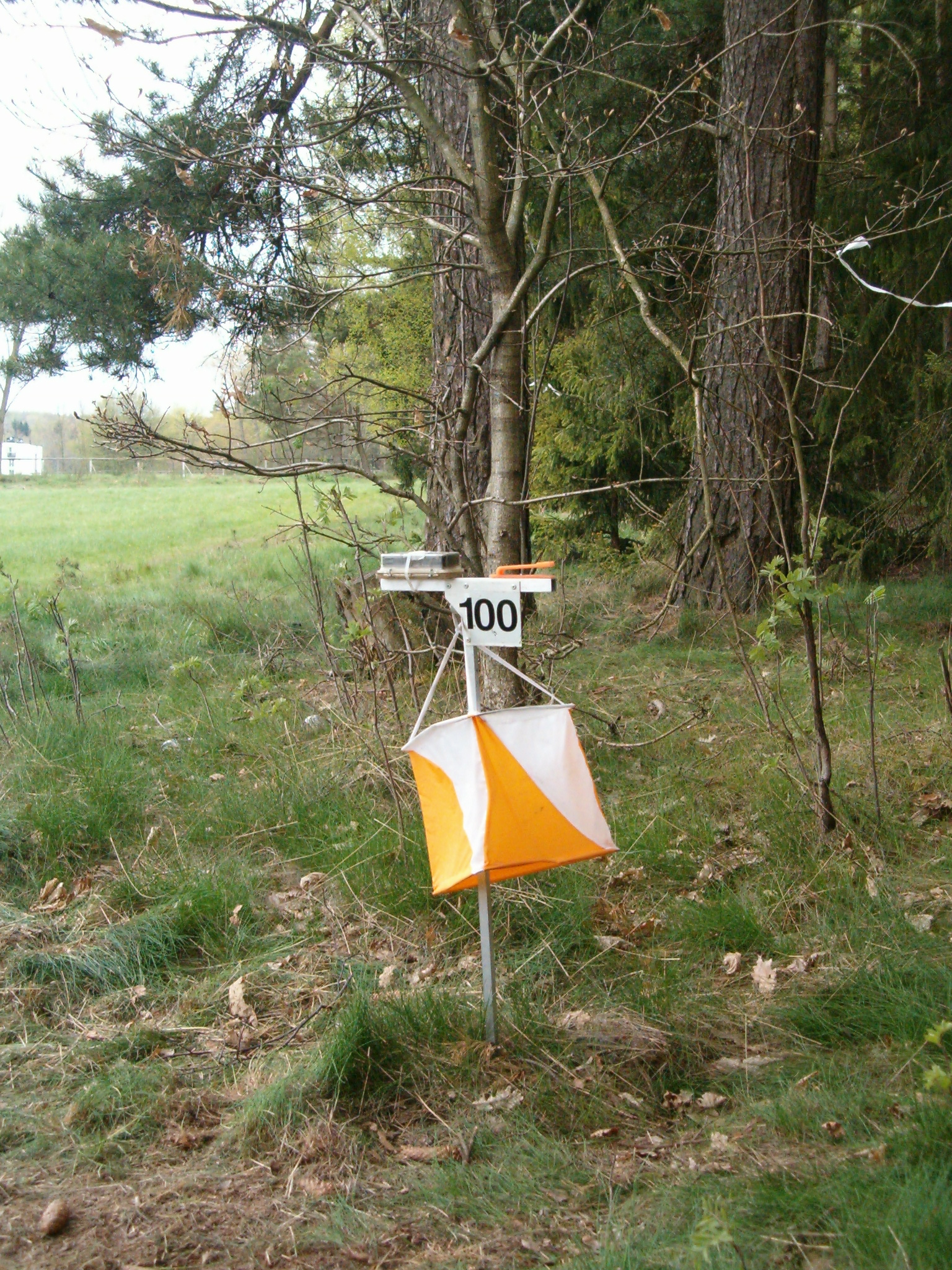
Il codice 100 solitamente è l'ultimo della competizione prima dell'arrivo

La corsa orientamento richiede un equipaggiamento specifico, ma da curare con attenzione in relazione al terreno di gara e al clima: una tuta che permetta di muoversi agilmente e di traspirare, scarpe adatte al percorso, bussola, occhiali adatti al movimento e alla lettura ecc.

### Lo Sci Orientamento (SCI-O o Ski-O)

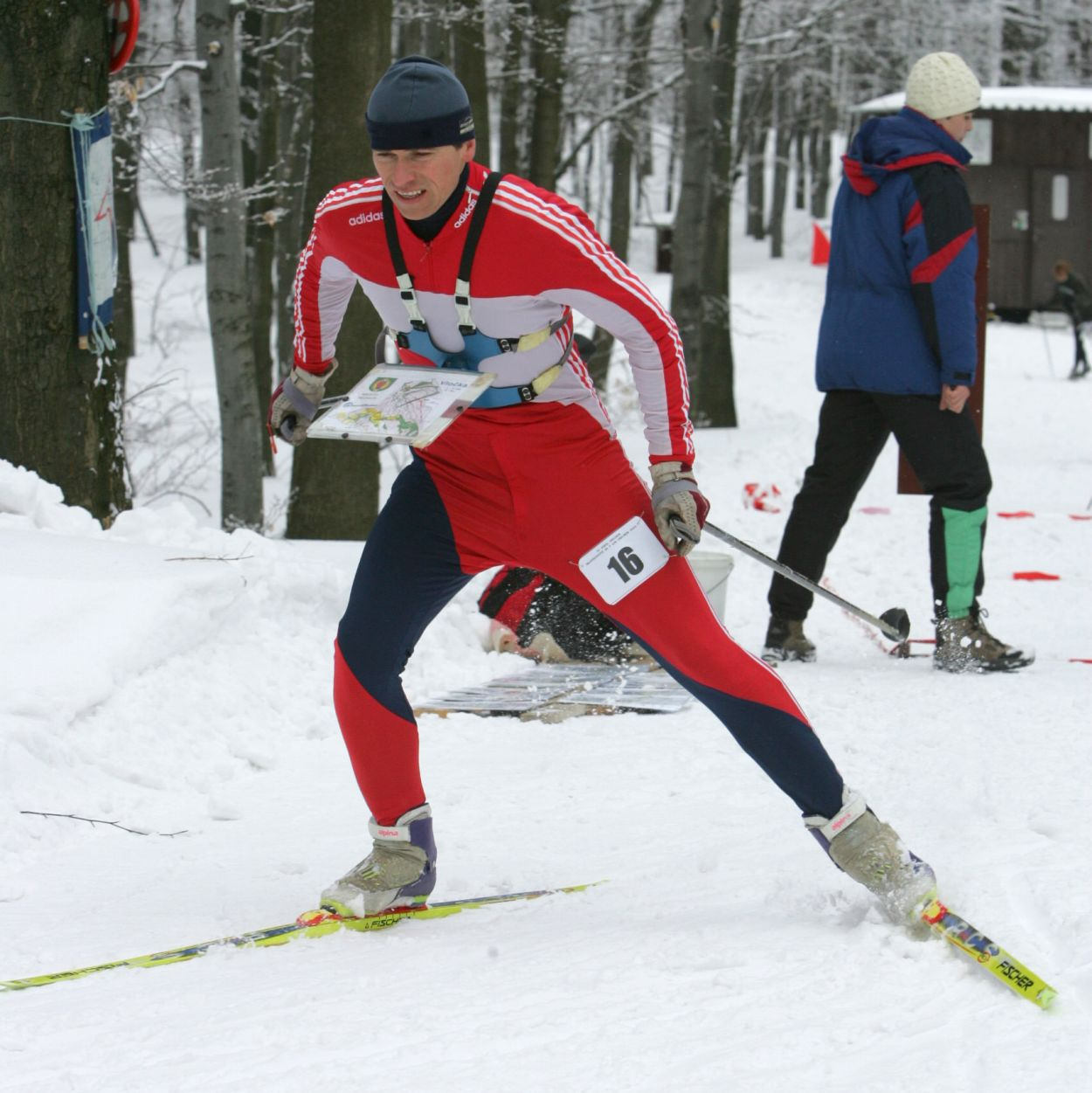
Un orientista con gli sci.

#### Storia
Le prime manifestazioni dello Sci Orientamento ebbero luogo alla fine del XIX secolo in Norvegia, grazie ad un gruppo di appassionati che volle testare l'abilità dei concorrenti nel seguire tracce lasciate nella neve dalle slitte che trainavano i tronchi con l'uso di carte topografiche. Lo sci orientamento è disciplina prettamente scandinava, ma ha avuto un buono sviluppo anche in Russia, Italia, Svizzera ed Austria, oltre che in Australia, Repubblica Ceca e Nuova Zelanda.
L'Italia ha assunto un ruolo di primo piano non tanto per il numero di praticanti che è comunque ristretto, quanto per l'abilità del quattro volte campione mondiale Nicolò Corradini nato in Val di Fiemme nelle edizioni del 1994 del 1996 e del 2000 dei campionati mondiali tenutesi in Val di Non (Italia), a Lillehammer (Norvegia), a Krasnojarsk (Russia), oltre alla medaglia d'oro conquistata a Nagano (Giappone), come gara dimostrativa olimpica.

#### Modalità e luoghi di svolgimento delle gare
Si utilizzano tecniche e attrezzi dello sci di fondo, ciò che differisce è che il concorrente viene mandato lungo una rete di piste battute nei boschi alla ricerca di alcuni punti di controllo che si ritrova segnati sulla carta di gara e posizionati sul terreno con una "lanterna" bianca e arancione, dispone tra l'altro di un leggio ruotante con incorporato la bussola e ancorato al petto tramite cinghie.
La differenza con l'usuale sci di fondo è data dal fatto che le piste per lo sci-orientamento non sono così piatte, ma questo consente di abituare il corpo e la mente ad essere più reattivi dovendosi adeguare a qualsiasi terreno.
Nel minor tempo possibile si devono trovare dei punti di controllo.
La difficoltà è dovuta alla varietà e difficoltà delle piste predisposte, per il resto tutto si svolge come nella corsa attraverso una punzonatrice e la non possibilità, pena la squalifica, di accorciare furbescamente il percorso.
Attraverso le associazioni si organizzano corsi per bambini ed adulti, con la creazione di cartine da orientamento e l'organizzazione di manifestazioni sportive.
In Italia l'attività è gestita dalla Federazione Italiana Sport Orientamento (F.I.S.O.), riconosciuta dal CONI ed affiliata alla Federazione Internazionale di Orientamento (I.O.F.). Una delle gare promozionali più famose è quella tenuta il venerdì prima della Marcialonga, che ha avuto campioni come Pauli Siitonen. L'attività si svolge soprattutto in Trentino, dove ha avuto inizio l'orientamento negli anni settanta, a seguire troviamo il Friuli-Venezia Giulia, la Lombardia e il Veneto.

### La Mountain Bike Orientamento (MTB-O)

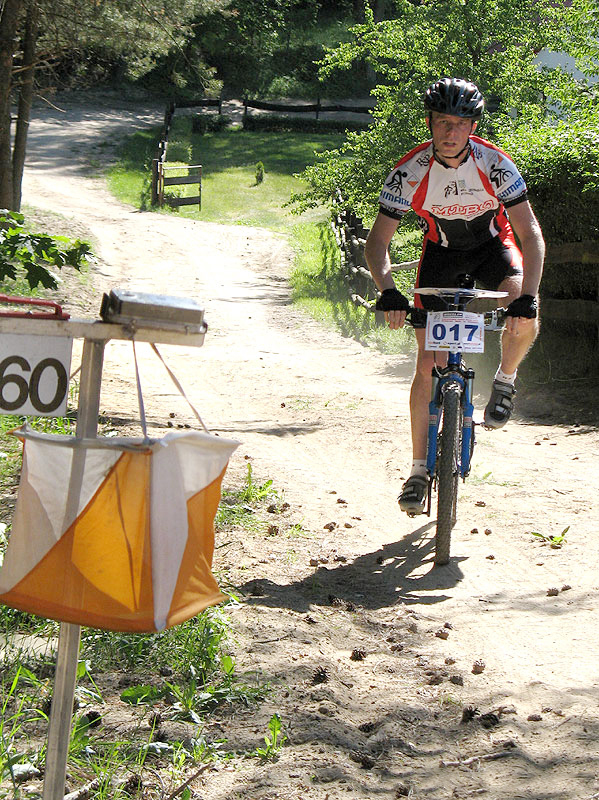
Gara di mountain biking orientamento

#### Generalità
Questa specialità rappresenta un connubio tra il mountain biking e lo spirito dell'orientamento alla ricerca, nel minor tempo, dei punti di controllo che contraddistinguono il percorso corretto.
Tale specialità è stata riconosciuta ufficialmente nel 1996 dalla Federazione Internazionale I.O.F., e va diffondendosi nei Paesi Scandinavi, nell'Europa centrale, in Francia e nella Repubblica Ceca.
Per praticare la Mountain Bike Orientamento occorre possedere molta pratica del mountain biking e una conoscenza dello sport d'orientamento, per poter interpretare le cartine e leggere correttamente la bussola. Si suddivide in differenti categorie per età e capacità atletica, per questo è uno sport adatto a tutti, ai più esperti come ai principianti.
Una caratteristica è l'obbligo, pena la squalifica, di attenersi solamente alle strade segnate sulla carta, senza prendere scorciatoie, questo per rispetto del territorio e della natura, luogo della competizione. Quest'ultima regola nel corso degli anni è andata a scomparire in diverse competizioni, facendole diventare "a taglio libero", ovvero consentendo di uscire dalle strade e sentieri per prendere una strada più corta. Prima di ogni competizione viene sempre specificato se il "taglio" è permesso o vietato.

#### In Italia
La Federazione Italiana Sport orientamento è stata la prima a delineare un preciso regolamento tecnico ed organizzativo, e ad istituire una squadra di tecnici ed organizzatori competenti.
Nel 1998 si è tenuto il primo Circuito di Coppa Italia; nel settembre 1999 al Lago di Santa Colomba, in Val di Cembra in Trentino, si è svolta la seconda edizione dei Campionati Italiani, con la presenza di atleti austriaci e tedeschi. Ad oggi le maggiori competizioni nazionali sono i Campionati Italiani nelle distanze Sprint, Middle e Long.

### Il Trail-Orientamento (Trail-O) od Orientamento di Precisione
Il Trail-Orientamento è una specialità che si basa sulla lettura di una cartina geografica.
Questa specialità è stata sviluppata per offrire a chiunque, comprese le persone con disabilità fisiche, la possibilità di partecipare ad una gara di orientamento perfettamente alla pari con tutti gli altri concorrenti. Sono permesse carrozzine manuali o elettriche, hand-bikes, stampelle, in quanto la velocità di movimento non è determinante nella gara.
Gli orientisti di precisione devono identificare sul terreno, da dei punti di osservazione agibili per le carrozzelle, dei punti segnati sulla cartina e distinguerli da punti fasulli ad essi vicini, o addirittura stabilire se tra le lanterne presenti sul terreno c'è o non c'è quella che stanno cercando; in seguito si registra la risposta (che può essere una lettera dalla A alla E oppure Z nel caso in cui si ritiene che non ci sia la lanterna segnata sulla mappa) su un cartellino-testimone. Esistono delle lanterne a tempo in cui il concorrente arriva e un giudice cronometra quanto ci mette a scegliere la lanterna (così anche le persone con disabilità fisiche possono fare la prova). In queste lanterne a tempo però non è possibile che la risposta corretta sia Z. A parità di scelte esatte vince chi impiega minor tempo a "pensare".
Sono due le categorie nel Trail-O con medesimo percorso: Open e Paralimpici. La prima comprende concorrenti, normodotati e disabili; la seconda è riservata ai concorrenti con una disabilità fisica.

## Specialità non ufficiali

### L'orientamento in canoa (Canoe-O)
L'orientamento in canoa viene praticato soprattutto negli Stati Uniti d'America presso i delta dei fiumi.

### L'orientamento a cavallo (Horse-O)
L'orientamento a cavallo conta la presenza di un'associazione nazionale statunitense. Per il regolamento delle gare effettuate in Italia si faccia invece riferimento alla Federazione Italiana Sport Equestri.

## Le categorie di gara
| M/W 10    | Maschile/Femminile al di sotto dei 10 anni           |
| M/W 12    | Maschile/Femminile al di sotto dei 12 anni           |
| M/W 14    | Maschile/Femminile al di sotto dei 14 anni           |
| M/W 16    | Maschile/Femminile al di sotto dei 16 anni           |
| M/W 18    | Maschile/Femminile al di sotto dei 18 anni           |
| M/W 20    | Maschile/Femminile al di sotto dei 20 anni           |
| M/W Elite | Maschile/Femminile Elite, la categoria più difficile |
| M/W A     | Difficoltà A                                         |
| M/W B     | Difficoltà B                                         |
| M/W C     | Difficoltà C                                         |
| M/W 35    | Maschile/Femminile al di sopra dei 35 anni           |
| M/W 40    | Maschile/Femminile al di sopra dei 40 anni           |
| M/W 45    | Maschile/Femminile al di sopra dei 45 anni           |

| M/W 50 | Maschile/Femminile al di sopra dei 50 anni             |
| M/W 55 | Maschile/Femminile al di sopra dei 55 anni             |
| M/W 60 | Maschile/Femminile al di sopra dei 60 anni             |
| M/W 65 | Maschile/Femminile al di sopra dei 65 anni             |
| M/W 70 | Maschile/Femminile al di sopra dei 70 anni             |
| M/W 75 | Maschile/Femminile al di sopra dei 75 anni             |
| M/W 80 | Maschile/Femminile al di sopra dei 80 anni (rara)      |
| M/W 85 | Maschile/Femminile al di sopra dei 85 anni (rara)      |
| M/W 90 | Maschile/Femminile al di sopra dei 90 anni (rarissima) |
| M/W 95 | Maschile/Femminile al di sopra dei 95 anni (rarissima) |
| OPEN   | Difficoltà media riservata ai tesserati FISO           |
| ESO    | Esordienti                                             |

## Le principali competizioni

### Internazionali
- The World Games
- Campionati mondiali di orientamento
- Coppa del Mondo di orientamento
- Campionati mondiali juniores di orientamento
- Campionati mondiali master di orientamento
- Campionati europei giovanili di orientamento
- Campionati mondiali di sci orientamento
- Campionati mondiali master di sci orientamento
- Campionati europei giovanili di sci orientamento
- Campionati mondiali di MTB orientamento
- Campionati mondiali juniores di MTB orientamento
- Campionati mondiali master di MTB orientamento
- Campionati europei juniores di MTB orientamento
- Campionati europei giovanili di MTB orientamento
- Campionati mondiali di trail orientamento
- Campionati europei di trail orientamento
- World Ranking Events (WRE)[11]

### Nazionali
- Jukolan viesti ( Finlandia)
- O-Ringen ( Svezia)
- Tiomila ( Svezia)
- OOCUP ( Francia)
- Lipica Open ( Slovenia)
- 5 days of Italy ( Italia)

## La pratica dell'orientamento nella scuola italiana
In Italia l'orientamento, in particolare la corsa di orientamento, è molto praticato nella scuola primaria e secondaria. Gli studenti competono a livello provinciale e regionale; per ciascuna regione si possono qualificare alla fase nazionale una squadra maschile e una femminile e un atleta individuale (sia maschile che femminile).
L’orienteering è tra le discipline più rappresentate alle Competizioni sportive scolastiche che sono il culmine per tutte le attività svolte nel mondo della scuola. Grazie alla partecipazione alle diverse fasi previste, molti studenti decidono di continuare l’attività agonistica nelle società affiliate alla FISO.
Le manifestazioni sportive scolastiche sono promosse e organizzate dal Ministero dell’Istruzione e del Merito – Ufficio Politiche sportive scolastiche, in collaborazione con Sport e salute S.p.A., con il Comitato Olimpico Nazionale Italiano e con il Comitato Italiano Paraolimpico.
In Sicilia da ben ventidue anni si organizza un campionato scolastico regionale denominato "Orienteering - La Palestra Verde" con circa venti gare in calendario, punte di adesione annuale di oltre 50 istituti scolastici e punte di 1100 studenti in gara.